# Вата

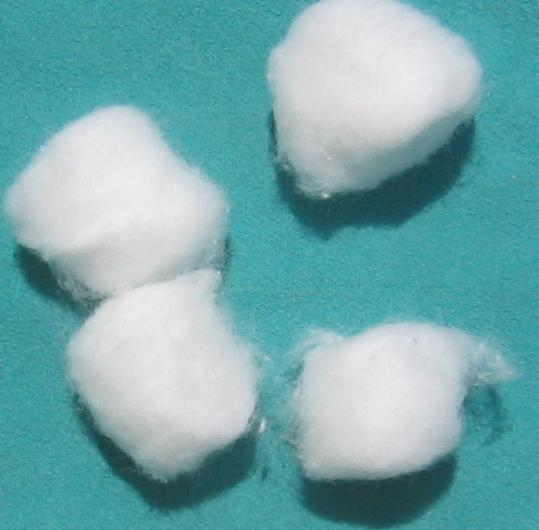
Шарики из хлопковой ваты

Ва́та (от нем. Watte) — пушистая масса волокон, слабо переплетённых между собой в различных направлениях. В просторечии под ватой чаще всего понимается медицинская вата (лат. Gossypium) — волокно из выростов клеток эпидермы семян (волосков) культивируемых видов хлопчатника (Gossypium L.), более чем на 95 % состоящее из клетчатки. До распространения искусственно выбеленных волокон медицинская вата изготавливалась из сырого хлопка.

## Этимология и история
Согласно общепринятой версии, слово заимствовано из немецкого языка (Watte), в который оно попало предположительно из арабского wáḍḍa. В 2012 г. была высказана версия, что слово якобы пришло в русский язык из японского в XVII веке в результате торговых связей между Россией и Японией.
До ассимиляции иностранного слова в русском языке вату называли просто хлопок или хлопчатая бумага. Первоначально кусочки хлопка (вата) вставлялись в уши для профилактики и лечения простудных заболеваний. Врачи советовали
Лицам, вынужденным подвергаться частым колебаниям температуры, защищать уши (даже здоровые) ватой или закрывать их тонким платком, воротником платья и т. д.
Вплоть до середины XX века в медицине в основном использовалась хлопковая вата, затем вместе с ней стала распространяться вата вискозная. В 2011 году в России воссоздано производство льняной ваты, в том числе для медицинских целей.
Для впитывания жидких выделений вата стала применяться в мировой медицине на рубеже XIX—XX веков — поначалу в военной хирургии, поскольку на лечение ран влияли совершенствующееся оружие и особенности вызываемых им ранений. Впервые использовать гигроскопические повязки для лечения ран на основе хлопковой ваты предложил в 1880 году хирург Королевского госпиталя в г. Бирмингеме Г. С. Гэмджи. До этого вместо ваты повсеместно использовались льняная или конопляная пенька, кудель, джут или корпия — расщипанная на нити хлопчатобумажная ветошь.
К началу 1890-х годов, по словам врачей-современников, в российской медицине вата «совершенно вытеснила корпию». Но ещё во время Первой мировой войны в российских больницах и госпиталях, наряду с хлопковой ватой, по-прежнему использовали корпию, паклю, кудель и пр.
Во второй четверти XX века американский рынок завоевали предметы личной гигиены из ваты — ватные палочки (вата, накрученная на кончики палочек; патент 1927 года) и ватные диски (вата, спресованная в диски; патент 1937 года).

## Виды
По способу получения различают ваты: естественную — шерстяную, шёлковую, пуховую, хлопковую, льняную, пеньковую, сосновую, асбестовую, и искусственную — целлюлозную, стеклянную, металлическую, шлаковую, базальтовую. Естественная вата по назначению разделяется на одёжную, мебельную, техническую (термоизоляционная, огнестойкая и др.), прокладочную, листовую клеёную и медицинскую.
Медицинская вата бывает гигроскопической и компрессной, стерильной и нестерильной. Гигроскопическая вата белая, легко расслаивается, употребляется как материал, впитывающий жидкие выделения (гной, лимфу) при перевязке ран поверх слоёв перевязочной марли. В зависимости от назначения, различают следующие виды гигроскопической ваты:
- Глазная. Производится из хлопко-волокна 1 сорта;
- Хирургическая. Производится из хлопко-волокна 3 сорта, с включением вискозного волокна 1 сорта не более 30%. Является одним из основных перевязочных материалов.
- Гигиеническая. Производится из хлопко-волокна 5 сорта и линта хлопкового 1 сорта (не более 25%). Используется для гигиенических женских повязок.

Компрессная вата служит для отепления завязанной или забинтованной части тела (например, при согревающих компрессах), а также мягкой подкладкой при наложении шин, иммобилизующих повязок (например, гипсовых).
Особый вид ваты — так называемый ватилин, то есть вата, проклеенная с одной или с двух сторон клеевой эмульсией. Ватилин — заменитель ваты при шитье одежды, прокладочный материал и др.

## Изготовление

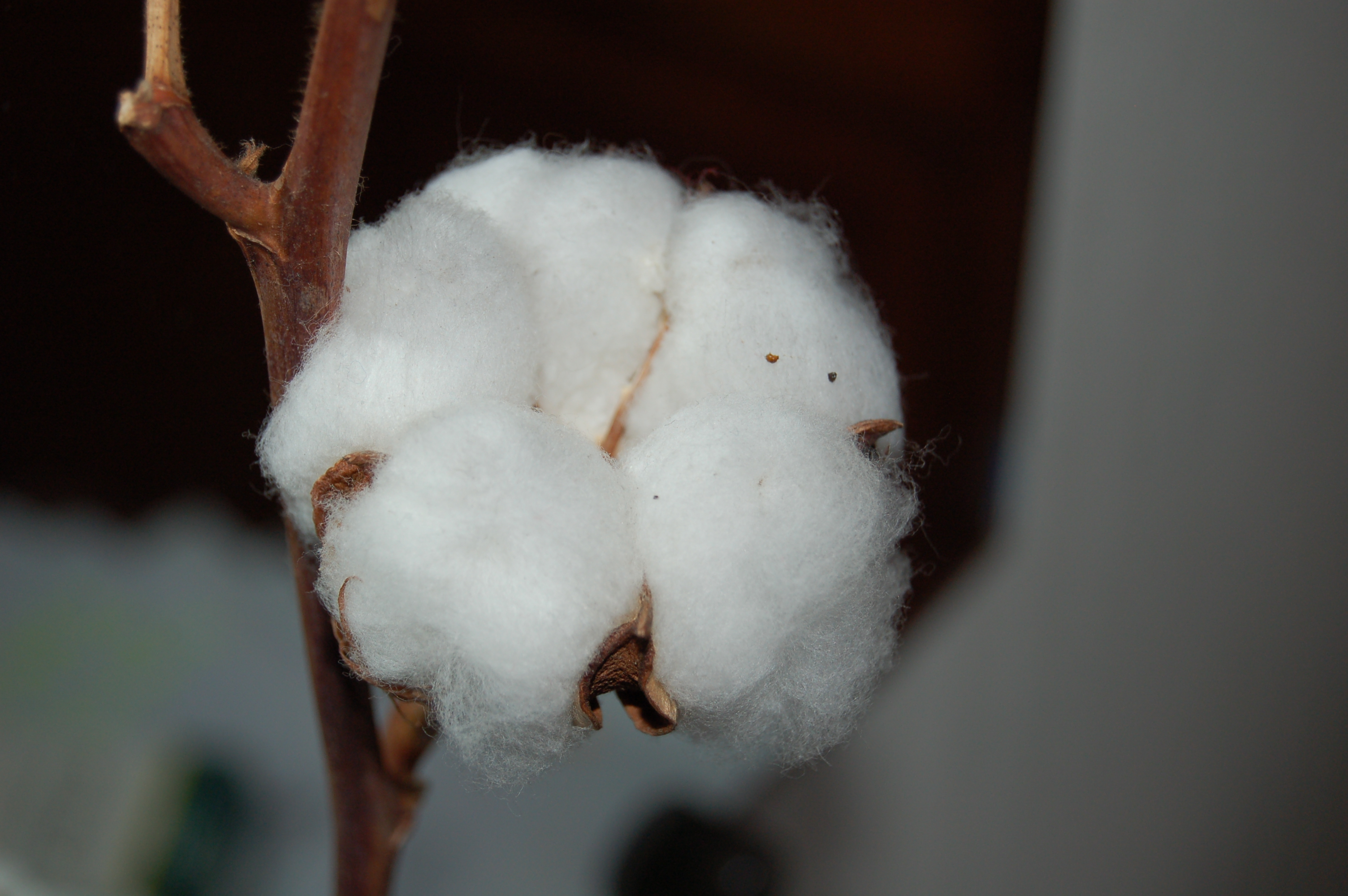
Сырьё для производства хлопковой ваты — коробочка хлопчатника

При изготовлении ваты естественного происхождения растительные волокна расщипываются, разрыхляются и очищаются от примесей, полученная волокнистая масса формируется в так называемые холсты на машинах разрыхлительно-трепального агрегата; бесформенная масса волокна, составляющая холст, на чесальной машине превращается в съём ваты определённой толщины. 
При производстве медицинской ваты сырьё подвергается варке в щёлочи под давлением и затем обрабатывается гипосульфитом натрия. В результате волокно приобретает белизну и характерные свойства — способность быстро смачиваться и поглощать жидкости.

## Применение
Помимо медицины, искусственная вата широко применяется в строительстве в качестве тепло- и звукоизоляционного материала; в химической промышленности — для фильтрации жидкостей и газов.